# هانس-اولریخ ابریست
هانس-اولریخ اُبریست (انگلیسی: Hans-Ulrich Obrist؛ زادهٔ ۱۹۶۸) نمایشگاه‌گردان، منتقد و تاریخ‌نگار هنر اهل سوئیس است. او مدیر هنری گالری سرپنتین در لندن است. ابریست مؤلف پروژهٔ مصاحبه، پروژهٔ گستردهٔ در حال انجامی از مصاحبه‌ها، است. او همچنین یکی از سردبیران کَیِه دار است.